# T-14
T-14 – rosyjski czołg podstawowy opracowany w 2014 i produkowany w zakładach Urałwagonzawod w Niżnym Tagile. Znany jest pod nazwą Armata (ros. Армата) od nazwy zastosowanej platformy gąsienicowej. Nosi fabryczne oznaczenie „obiekt 148”.

## Historia
Prace nad konstrukcją prowadzono po 2000 roku w zakładach Uralskiej Fabryki Pojazdów (Urałwagonzawod) jako część projektu uniwersalnej platformy bojowej Armata. Podczas projektowania korzystano z doświadczeń uzyskanych przy projektach Czarny Orzeł oraz Obiekt 195, mających swoje początki w latach 80. XX wieku. Celem projektu była budowa uniwersalnej platformy bojowej służącej do opracowania wielu rodzajów pojazdów wojskowych. Po raz pierwszy prototypy rodziny pojazdów zaprezentowano na wystawie Russian Arms Expo w Niżnym Tagile we wrześniu 2013 roku. Pierwszy prototyp rozpoczął testy dwa miesiące później
Czołg ten został zaprezentowany po raz pierwszy na paradzie z okazji zwycięstwa w II wojnie światowej 9 maja 2015 roku wraz z pozostałymi pojazdami z rodziny Armata. O niedopracowaniu czołgu świadczyło, że podczas próby defilady 7 maja jeden z czołgów doznał awarii układu napędowego i próba jego odholowania nie powiodła się. Pojazd do końca 2016 roku miał przejść państwowe testy i zostać oficjalnie włączonym do rosyjskich sił zbrojnych. W 2015 r. zapowiedziano, że do 2020 roku miało zostać dostarczonych 2300 sztuk tych pojazdów, natomiast dwa lata później przewidywano już tylko zakup 100 sztuk. W pierwszym kwartale 2020 wstrzymano prace rozwojowe nad silnikiem czołgu T-14, co przerwało prace nad jego wdrożeniem do bliżej nieokreślonego terminu. 8 października 2022 roku zauważono pojedynczą sztukę T-14 w rejonie miasta Ługańsk podczas inwazji na Ukrainę.

## Charakterystyka
Czołg podstawowy T-14 opiera się na gąsienicowym podwoziu projektu Armata. Zastosowany pancerz 44S-SW-Sz został opracowany do zachowywania swoich właściwości w warunkach arktycznych. Załoga umieszczona jest w wielowarstwowej opancerzonej kapsule odseparowanej od zasobnika z amunicją. Kierowca zajmuje stanowisko po lewej stronie, dowódca po prawej, a działonowy pośrodku. Czołg ma zdalnie kontrolowaną bezzałogową wieżę wyposażoną w armatę 2A82-1M kalibru 125 mm z zapasem 45 pocisków. Ponadto w wieży umieszczony jest współosiowy karabin maszynowy. Drugi karabin maszynowy kalibru 7,62 mm umieszczony jest obrotowo na wieży, sprzężony z głowicą obserwacyjną dowódcy. Początkowo przewidywano, że obok armaty czołg będzie uzbrojony w działko automatyczne 30 mm lub granatnik automatyczny kalibru 57 mm i karabin maszynowy kalibru 12,7 mm, lecz nie zostały ostatecznie zastosowane. Pojazd posiada zarówno aktywne, jak i pasywne systemy obrony własnej. Wyposażony jest w system radarowy typu AESA działający w paśmie Ka bazującym na rozwiązaniach z samolotu PAK-FA.

## Wojna na Ukrainie
W kwietniu 2023 roku czołgi T-14 zostały wysłane w rejon walk na Ukrainie, w maju zaś tego roku weszły do walki z siłami ukraińskimi. Wobec jednak nasycenia ukraińskiej obrony zachodnimi środkami przeciwpancernymi, i utratą przez Rosję na Ukrainie około 2600 czołgów różnych typów, już do lata tego roku czołgi T-14 zostały wycofane z Ukrainy. Według wywiadu brytyjskiego, T-14 na Ukrainie były w złym stanie technicznym.

## Pozostałe pojazdy z rodziny Armata
- T-15: ciężki opancerzony pojazd piechoty[14]
- TOS-2: samobieżna wyrzutnia rakiet termobarycznych krótkiego zasięgu[15]
- 2S35 Koalicja-SW: działo samobieżne kal. 152 mm[15]
- BREM-T T-16: pojazd ratunkowy[15]